# Локай Анатолій Іванович
Анатолій Іванович Локай (21 вересня 1928 — 15 жовтня 2009, с. Фурманівка, Кам'янець-Подільський район, Хмельницька область) — педагог, науковець.

## Життєпис
Анатолій Іванович Локай народився 21 серпня 1928 року в с. Фурманівка Кам'янець-Подільського району Хмельницької області.
Вдало закінчивши школу та Станіславський медичний інститут, працював завідувачем сільської дільничної лікарні на Миколаївщині в 1955—1958 рр.
Протягом 1958—1960 рр. навчався в клінічній ординатурі при кафедрі інфекційних хвороб Київського медичного інституту.
З 1960 р. розпочав свою викладацьку роботу в Тернопільському медичному інституті, де пройшов шлях від помічника кафедри до доктора медичних наук, ерудита кафедри інфекційних хвороб.
У 1974—1999 рр. Локай А. І. працював на кафедрі біології, поєднуючи роботу з педагогічною, науковою і громадською діяльністю.
Сфера наукових інтересів Анатолія Локая визначалася проблемами токсикології. Він працював у науковій лабораторії кафедри біології, де здійснювали дослідження отруєнь шапковими грибами, зокрема блідою поганкою. Наслідки експериментів дали змогу розробити клініко-лабораторну діагностику шлунково-кишкових захворювань.
ЗА підсумками проведених досліджень були підготовані 4 докторські дисертації, одержано авторське свідоцтво і 5 патентів на винаходи, видано 5 методичних рекомендацій, 6 кандидатських дисертацій, затверджених [[МОЗ] України]].

## Нагороди
Автор і співавтор понад 100 наукових праць і навчально-методичних посібників, нагороджений значками «Відмінник вищої школи України», «Відмінник охорони здоров'я України».